# Iglesia de Nuestra Señora de la Natividad (Castelserás)
La Iglesia de Nuestra Señora de la Natividad es una iglesia de Castelserás.

## Historia
Fue construida entre finales del siglo XVII y principios del XVIII.
En 1835 fue incendiado por los carlistas, lo que obligó a ser reparado. En la Guerra Civil se quemaron sus retablos.

## Descripción
De estilo barroco, tiene planta de salón, con sus tres naves a la misma altura, siguiendo la estela de la Basílica del Pilar, que tan buenos resultados dio en el Bajo Aragón, usando el  soporte pilarista, un gran pilar cruciforme coronado por el fragmento de un gran entablamento, sobre el que a su vez se superpone un pequeño pilar. 